# Eschborn-Frankfurt 2023
 Ikke at forveksle med Eschborn-Frankfurt U23 2023.
Eschborn-Frankfurt 2023 var den 60. udgave af det tyske cykelløb Eschborn-Frankfurt. Det 203,8 km lange linjeløb blev kørt den 1. maj 2023 med start i Eschborn og mål i Frankfurt am Main. Løbet var 21. arrangement på UCI World Tour 2023.
Efter et udbrud med ti ryttere kom samlet til mål, vandt danske Søren Kragh Andersen fra Alpecin-Deceuninck løbet. På de næste pladser kom Patrick Konrad (Bora-Hansgrohe) og Alessandro Fedeli fra Q36.5 Pro Cycling Team.

## Resultat
| \| Samlede stilling \| Samlede stilling \| Samlede stilling \| Samlede stilling \| Samlede stilling \| \| Rytter \| Rytter \| Hold \| Tid \| \| \| ---------------- \| -------------------- \| ---------------------------------- \| ---------------- \| ---------------- \| \| 1. \| Søren Kragh Andersen \| Alpecin-Deceuninck \| 4t 51' 27" \| \| \| 2. \| Patrick Konrad \| Bora-Hansgrohe \| + 0" \| \| \| 3. \| Alessandro Fedeli \| Q36.5 Pro Cycling Team \| + 0" \| \| \| 4. \| Marc Hirschi \| UAE Team Emirates \| + 0" \| \| \| 5. \| Lorenzo Rota \| Intermarché-Circus-Wanty \| + 0" \| \| \| 6. \| Georg Steinhauser \| EF Education-EasyPost \| + 0" \| \| \| 7. \| Georg Zimmermann \| Intermarché-Circus-Wanty \| + 0" \| \| \| 8. \| Stephen Williams \| Israel-Premier Tech \| + 0" \| \| \| 9. \| Ben Hermans \| Israel-Premier Tech \| + 0" \| \| \| 10. \| Martin Marcellusi \| Green Project-Bardiani CSF-Faizanè \| + 3" \| \| |                      |                                    |            |
| |                      |                                    |            |
| Kilde: ProCyclingStats |                      |                                    |            |
| Samlede stilling |                      |                                    |            |
| Rytter | Rytter               | Hold                               | Tid        |
| 1. | Søren Kragh Andersen | Alpecin-Deceuninck                 | 4t 51' 27" |
| 2. | Patrick Konrad       | Bora-Hansgrohe                     | + 0"       |
| 3. | Alessandro Fedeli    | Q36.5 Pro Cycling Team             | + 0"       |
| 4. | Marc Hirschi         | UAE Team Emirates                  | + 0"       |
| 5. | Lorenzo Rota         | Intermarché-Circus-Wanty           | + 0"       |
| 6. | Georg Steinhauser    | EF Education-EasyPost              | + 0"       |
| 7. | Georg Zimmermann     | Intermarché-Circus-Wanty           | + 0"       |
| 8. | Stephen Williams     | Israel-Premier Tech                | + 0"       |
| 9. | Ben Hermans          | Israel-Premier Tech                | + 0"       |
| 10. | Martin Marcellusi    | Green Project-Bardiani CSF-Faizanè | + 3"       |

## Hold og ryttere
| UCI WorldTeams (10)- Alpecin-Deceuninck - Bahrain Victorious - Bora-Hansgrohe - Cofidis - EF Education-EasyPost - Intermarché-Circus-Wanty - Arkéa-Samsic - Team DSM - Team Jayco AlUla - UAE Team Emirates UCI ProTeams (9)- Bingoal WB - Burgos-BH - Green Project-Bardiani CSF-Faizanè - Israel-Premier Tech - Lotto Dstny - Q36.5 Pro Cycling Team - Team Flanders-Baloise - TotalEnergies - Uno-X Pro Cycling Team |
| |

### Danske ryttere
| Danske ryttere på startlisten |                      |                          |           |
| Rygnummer                     | Rytter               | Hold                     | Placering |
| 23                            | Louis Bendixen       | Uno-X Pro Cycling Team   | 72        |
| 24                            | Niklas Larsen        | Uno-X Pro Cycling Team   | 96        |
| 44                            | Søren Kragh Andersen | Alpecin-Deceuninck       | 1         |
| 132                           | Julius Johansen      | Intermarché-Circus-Wanty | 85        |

* DNS = stillede ikke til start

* DNF = gennemførte ikke

### Startliste
| Bora-Hansgrohe BOH | Bora-Hansgrohe BOH           | Bora-Hansgrohe BOH |
| ------------------ | ---------------------------- | ------------------ |
| Nr.                | Rytter                       | Placering          |
| 1                  | Sam Bennett (IRL)            | 69.                |
| 2                  | Emanuel Buchmann (GER)       | DNF                |
| 3                  | Marco Haller (AUT)           | DNF                |
| 4                  | Patrick Konrad (AUT)         | 2.                 |
| 5                  | Anton Palzer (GER)           | 40.                |
| 6                  | Nils Politt (GER) (landevej) | 20.                |
| 7                  | Danny van Poppel (NED)       | 99.                |

| UAE Team Emirates UAD | UAE Team Emirates UAD  | UAE Team Emirates UAD |
| --------------------- | ---------------------- | --------------------- |
| Nr.                   | Rytter                 | Placering             |
| 11                    | Pascal Ackermann (GER) | 94.                   |
| 12                    | Ryan Gibbons (RSA)     | 38.                   |
| 13                    | Felix Groß (GER)       | DNF                   |
| 14                    | Marc Hirschi (SUI)     | 4.                    |
| 15                    | Álvaro Hodeg (COL)     | DNF                   |
| 16                    | Matteo Trentin (ITA)   | DNF                   |

| Uno-X Pro Cycling Team UXT | Uno-X Pro Cycling Team UXT     | Uno-X Pro Cycling Team UXT |
| -------------------------- | ------------------------------ | -------------------------- |
| Nr.                        | Rytter                         | Placering                  |
| 21                         | Alexander Kristoff (NOR)       | 12.                        |
| 22                         | Jonas Abrahamsen (NOR)         | DNF                        |
| 23                         | Louis Bendixen (DEN)           | 72.                        |
| 24                         | Niklas Larsen (DEN)            | 96.                        |
| 25                         | Erik Nordsæter Resell (NOR)    | 62.                        |
| 26                         | Rasmus Tiller (NOR) (landevej) | 55.                        |
| 27                         | Søren Wærenskjold (NOR)        | DNF                        |

| Bahrain Victorious TBV | Bahrain Victorious TBV           | Bahrain Victorious TBV |
| ---------------------- | -------------------------------- | ---------------------- |
| Nr.                    | Rytter                           | Placering              |
| 31                     | Phil Bauhaus (GER)               | 87.                    |
| 32                     | Yukiya Arashiro (JPN) (landevej) | 67.                    |
| 33                     | Matevž Govekar (SLO)             | 26.                    |
| 34                     | Fran Miholjević (CRO)            | 84.                    |
| 35                     | Hermann Pernsteiner (AUT)        | DNF                    |
| 36                     | Edoardo Zambanini (ITA)          | 46.                    |
| 37                     | Sergio Tu (TPE)                  | DNF                    |

| Alpecin-Deceuninck ADC | Alpecin-Deceuninck ADC     | Alpecin-Deceuninck ADC |
| ---------------------- | -------------------------- | ---------------------- |
| Nr.                    | Rytter                     | Placering              |
| 41                     | Jasper Philipsen (BEL)     | DNF                    |
| 42                     | Dries De Bondt (BEL)       | 21.                    |
| 43                     | Silvan Dillier (SUI)       | 27.                    |
| 44                     | Søren Kragh Andersen (DEN) | 1.                     |
| 45                     | Jason Osborne (GER)        | 95.                    |
| 46                     | Edward Planckaert (BEL)    | DNF                    |
| 47                     | Gianni Vermeersch (BEL)    | DNF                    |

| Team DSM DSM | Team DSM DSM         | Team DSM DSM |
| ------------ | -------------------- | ------------ |
| Nr.          | Rytter               | Placering    |
| 51           | John Degenkolb (GER) | 18.          |
| 52           | Sean Flynn (GBR)     | DNF          |
| 53           | Leon Heinschke (GER) | 53.          |
| 54           | Niklas Märkl (GER)   | 93.          |
| 55           | Lorenzo Milesi (ITA) | 56.          |
| 56           | Tim Naberman (NED)   | DNF          |
| 57           | Florian Stork (GER)  | 73.          |

| Lotto Dstny LTD | Lotto Dstny LTD           | Lotto Dstny LTD |
| --------------- | ------------------------- | --------------- |
| Nr.             | Rytter                    | Placering       |
| 61              | Arnaud De Lie (BEL)       | 11.             |
| 62              | Cedric Beullens (BEL)     | 60.             |
| 63              | Jasper De Buyst (BEL)     | 54.             |
| 64              | Arjen Livyns (BEL)        | 58.             |
| 65              | Michael Schwarzmann (GER) | 97.             |
| 66              | Liam Slock (BEL)          | 59.             |

| Team Jayco AlUla JAY | Team Jayco AlUla JAY    | Team Jayco AlUla JAY |
| -------------------- | ----------------------- | -------------------- |
| Nr.                  | Rytter                  | Placering            |
| 71                   | Michael Matthews (AUS)  | 14.                  |
| 72                   | Felix Engelhardt (GER)  | 45.                  |
| 73                   | Michael Hepburn (AUS)   | 74.                  |
| 74                   | Lukas Pöstlberger (AUT) | 48.                  |
| 75                   | Blake Quick (AUS)       | DNF                  |
| 76                   | Callum Scotson (AUS)    | 50.                  |
| 77                   | Campbell Stewart (NZL)  | 75.                  |

| Cofidis COF | Cofidis COF            | Cofidis COF |
| ----------- | ---------------------- | ----------- |
| Nr.         | Rytter                 | Placering   |
| 81          | Max Walscheid (GER)    | 86.         |
| 82          | Davide Cimolai (ITA)   | 57.         |
| 83          | Simone Consonni (ITA)  | 19.         |
| 84          | Jonathan Lastra (ESP)  | 43.         |
| 85          | Christophe Noppe (BEL) | DNF         |
| 86          | Alexis Renard (FRA)    | 88.         |
| 87          | Harrison Wood (GBR)    | 76.         |

| Israel-Premier Tech IPT | Israel-Premier Tech IPT         | Israel-Premier Tech IPT |
| ----------------------- | ------------------------------- | ----------------------- |
| Nr.                     | Rytter                          | Placering               |
| 91                      | Ben Hermans (BEL)               | 9.                      |
| 92                      | Itamar Einhorn (ISR) (landevej) | DNF                     |
| 93                      | Omer Goldstein (ISR)            | DNF                     |
| 94                      | Taj Jones (AUS)                 | 64.                     |
| 95                      | Jens Reynders (BEL)             | 79.                     |
| 96                      | Corbin Strong (NZL)             | 68.                     |
| 97                      | Stephen Williams (GBR)          | 8.                      |

| TotalEnergies TEN | TotalEnergies TEN          | TotalEnergies TEN |
| ----------------- | -------------------------- | ----------------- |
| Nr.               | Rytter                     | Placering         |
| 101               | Edvald Boasson Hagen (NOR) | 30.               |
| 102               | Maciej Bodnar (POL)        | DNF               |
| 103               | Mathieu Burgaudeau (FRA)   | 51.               |
| 104               | Émilien Jeannière (FRA)    | 89.               |
| 105               | Lorrenzo Manzin (FRA)      | 66.               |
| 106               | Dries Van Gestel (BEL)     | 16.               |

| EF Education-EasyPost EFE | EF Education-EasyPost EFE      | EF Education-EasyPost EFE |
| ------------------------- | ------------------------------ | ------------------------- |
| Nr.                       | Rytter                         | Placering                 |
| 111                       | Marijn van den Berg (NED)      | 82.                       |
| 112                       | Merhawi Kudus (ERI) (landevej) | 28.                       |
| 113                       | Jens Keukeleire (BEL)          | DNF                       |
| 114                       | Mark Padun (UKR)               | DNS                       |
| 115                       | Jonas Rutsch (GER)             | 39.                       |
| 116                       | Thomas Scully (NZL)            | 98.                       |
| 117                       | Georg Steinhauser (GER)        | 6.                        |

| Arkéa-Samsic ARK | Arkéa-Samsic ARK      | Arkéa-Samsic ARK |
| ---------------- | --------------------- | ---------------- |
| Nr.              | Rytter                | Placering        |
| 121              | Nacer Bouhanni (FRA)  | DNF              |
| 122              | Jenthe Biermans (BEL) | 13.              |
| 123              | Hugo Hofstetter (FRA) | DNF              |
| 124              | Matis Louvel (FRA)    | 34.              |
| 125              | Laurent Pichon (FRA)  | 44.              |
| 126              | Alan Riou (FRA)       | DNF              |
| 127              | Clément Russo (FRA)   | 23.              |

| Intermarché-Circus-Wanty ICW | Intermarché-Circus-Wanty ICW | Intermarché-Circus-Wanty ICW |
| ---------------------------- | ---------------------------- | ---------------------------- |
| Nr.                          | Rytter                       | Placering                    |
| 131                          | Sven Erik Bystrøm (NOR)      | 15.                          |
| 132                          | Julius Johansen (DEN)        | 85.                          |
| 133                          | Arne Marit (BEL)             | DNF                          |
| 134                          | Adrien Petit (FRA)           | 90.                          |
| 135                          | Laurenz Rex (BEL)            | 81.                          |
| 136                          | Lorenzo Rota (ITA)           | 5.                           |
| 137                          | Georg Zimmermann (GER)       | 7.                           |

| Bingoal WB BWB | Bingoal WB BWB                 | Bingoal WB BWB |
| -------------- | ------------------------------ | -------------- |
| Nr.            | Rytter                         | Placering      |
| 141            | Floris De Tier (BEL)           | 52.            |
| 142            | Ceriel Desal (BEL)             | 80.            |
| 143            | Alexis Guérin (FRA)            | 35.            |
| 144            | Julian Mertens (BEL)           | DNF            |
| 145            | Rémy Mertz (BEL)               | 24.            |
| 146            | Ludovic Robeet (BEL)           | 92.            |
| 147            | Guillaume Van Keirsbulck (BEL) | DNF            |

| Q36.5 Pro Cycling Team Q36 | Q36.5 Pro Cycling Team Q36 | Q36.5 Pro Cycling Team Q36 |
| -------------------------- | -------------------------- | -------------------------- |
| Nr.                        | Rytter                     | Placering                  |
| 151                        | Alessandro Fedeli (ITA)    | 3.                         |
| 152                        | Matteo Badilatti (SUI)     | 42.                        |
| 153                        | Walter Calzoni (ITA)       | 37.                        |
| 154                        | Mark Donovan (GBR)         | 33.                        |
| 155                        | Cyrus Monk (AUS)           | 91.                        |
| 156                        | Matteo Moschetti (ITA)     | DNF                        |
| 157                        | Joey Rosskopf (USA)        | 31.                        |

| Green Project-Bardiani CSF-Faizanè BCF | Green Project-Bardiani CSF-Faizanè BCF | Green Project-Bardiani CSF-Faizanè BCF |
| -------------------------------------- | -------------------------------------- | -------------------------------------- |
| Nr.                                    | Rytter                                 | Placering                              |
| 161                                    | Filippo Fiorelli (ITA)                 | 17.                                    |
| 162                                    | Luca Colnaghi (ITA)                    | 22.                                    |
| 163                                    | Davide Gabburo (ITA)                   | 29.                                    |
| 164                                    | Filippo Magli (ITA)                    | 47.                                    |
| 165                                    | Martin Marcellusi (ITA)                | 10.                                    |
| 166                                    | Henok Mulubrhan (ERI)                  | 36.                                    |
| 167                                    | Samuele Zoccarato (ITA)                | 49.                                    |

| Team Flanders-Baloise TFB | Team Flanders-Baloise TFB | Team Flanders-Baloise TFB |
| ------------------------- | ------------------------- | ------------------------- |
| Nr.                       | Rytter                    | Placering                 |
| 171                       | Vincent Van Hemelen (BEL) | 83.                       |
| 172                       | Ruben Apers (BEL)         | 63.                       |
| 173                       | Vito Braet (BEL)          | 70.                       |
| 174                       | Toon Clynhens (BEL)       | 65.                       |
| 175                       | Milan Fretin (BEL)        | DNF                       |
| 176                       | Jules Hesters (BEL)       | DNF                       |
| 177                       | Elias Maris (BEL)         | 61.                       |

| Burgos-BH BBH | Burgos-BH BBH        | Burgos-BH BBH |
| ------------- | -------------------- | ------------- |
| Nr.           | Rytter               | Placering     |
| 181           | Cyril Barthe (FRA)   | 78.           |
| 182           | Clément Alleno (FRA) | 25.           |
| 183           | Jetse Bol (NED)      | 32.           |
| 184           | Jesús Ezquerra (ESP) | 71.           |
| 185           | Eric Fagúndez (URU)  | 41.           |
| 186           | Ángel Fuentes (ESP)  | 77.           |
| 187           | Felipe Orts (ESP)    | DNF           |

| Bora-Hansgrohe BOH | Bora-Hansgrohe BOH           | Bora-Hansgrohe BOH |
| ------------------ | ---------------------------- | ------------------ |
| Nr.                | Rytter                       | Placering          |
| 1                  | Sam Bennett (IRL)            | 69.                |
| 2                  | Emanuel Buchmann (GER)       | DNF                |
| 3                  | Marco Haller (AUT)           | DNF                |
| 4                  | Patrick Konrad (AUT)         | 2.                 |
| 5                  | Anton Palzer (GER)           | 40.                |
| 6                  | Nils Politt (GER) (landevej) | 20.                |
| 7                  | Danny van Poppel (NED)       | 99.                |

| UAE Team Emirates UAD | UAE Team Emirates UAD  | UAE Team Emirates UAD |
| --------------------- | ---------------------- | --------------------- |
| Nr.                   | Rytter                 | Placering             |
| 11                    | Pascal Ackermann (GER) | 94.                   |
| 12                    | Ryan Gibbons (RSA)     | 38.                   |
| 13                    | Felix Groß (GER)       | DNF                   |
| 14                    | Marc Hirschi (SUI)     | 4.                    |
| 15                    | Álvaro Hodeg (COL)     | DNF                   |
| 16                    | Matteo Trentin (ITA)   | DNF                   |

| Uno-X Pro Cycling Team UXT | Uno-X Pro Cycling Team UXT     | Uno-X Pro Cycling Team UXT |
| -------------------------- | ------------------------------ | -------------------------- |
| Nr.                        | Rytter                         | Placering                  |
| 21                         | Alexander Kristoff (NOR)       | 12.                        |
| 22                         | Jonas Abrahamsen (NOR)         | DNF                        |
| 23                         | Louis Bendixen (DEN)           | 72.                        |
| 24                         | Niklas Larsen (DEN)            | 96.                        |
| 25                         | Erik Nordsæter Resell (NOR)    | 62.                        |
| 26                         | Rasmus Tiller (NOR) (landevej) | 55.                        |
| 27                         | Søren Wærenskjold (NOR)        | DNF                        |

| Bahrain Victorious TBV | Bahrain Victorious TBV           | Bahrain Victorious TBV |
| ---------------------- | -------------------------------- | ---------------------- |
| Nr.                    | Rytter                           | Placering              |
| 31                     | Phil Bauhaus (GER)               | 87.                    |
| 32                     | Yukiya Arashiro (JPN) (landevej) | 67.                    |
| 33                     | Matevž Govekar (SLO)             | 26.                    |
| 34                     | Fran Miholjević (CRO)            | 84.                    |
| 35                     | Hermann Pernsteiner (AUT)        | DNF                    |
| 36                     | Edoardo Zambanini (ITA)          | 46.                    |
| 37                     | Sergio Tu (TPE)                  | DNF                    |

| Alpecin-Deceuninck ADC | Alpecin-Deceuninck ADC     | Alpecin-Deceuninck ADC |
| ---------------------- | -------------------------- | ---------------------- |
| Nr.                    | Rytter                     | Placering              |
| 41                     | Jasper Philipsen (BEL)     | DNF                    |
| 42                     | Dries De Bondt (BEL)       | 21.                    |
| 43                     | Silvan Dillier (SUI)       | 27.                    |
| 44                     | Søren Kragh Andersen (DEN) | 1.                     |
| 45                     | Jason Osborne (GER)        | 95.                    |
| 46                     | Edward Planckaert (BEL)    | DNF                    |
| 47                     | Gianni Vermeersch (BEL)    | DNF                    |

| Team DSM DSM | Team DSM DSM         | Team DSM DSM |
| ------------ | -------------------- | ------------ |
| Nr.          | Rytter               | Placering    |
| 51           | John Degenkolb (GER) | 18.          |
| 52           | Sean Flynn (GBR)     | DNF          |
| 53           | Leon Heinschke (GER) | 53.          |
| 54           | Niklas Märkl (GER)   | 93.          |
| 55           | Lorenzo Milesi (ITA) | 56.          |
| 56           | Tim Naberman (NED)   | DNF          |
| 57           | Florian Stork (GER)  | 73.          |

| Lotto Dstny LTD | Lotto Dstny LTD           | Lotto Dstny LTD |
| --------------- | ------------------------- | --------------- |
| Nr.             | Rytter                    | Placering       |
| 61              | Arnaud De Lie (BEL)       | 11.             |
| 62              | Cedric Beullens (BEL)     | 60.             |
| 63              | Jasper De Buyst (BEL)     | 54.             |
| 64              | Arjen Livyns (BEL)        | 58.             |
| 65              | Michael Schwarzmann (GER) | 97.             |
| 66              | Liam Slock (BEL)          | 59.             |

| Team Jayco AlUla JAY | Team Jayco AlUla JAY    | Team Jayco AlUla JAY |
| -------------------- | ----------------------- | -------------------- |
| Nr.                  | Rytter                  | Placering            |
| 71                   | Michael Matthews (AUS)  | 14.                  |
| 72                   | Felix Engelhardt (GER)  | 45.                  |
| 73                   | Michael Hepburn (AUS)   | 74.                  |
| 74                   | Lukas Pöstlberger (AUT) | 48.                  |
| 75                   | Blake Quick (AUS)       | DNF                  |
| 76                   | Callum Scotson (AUS)    | 50.                  |
| 77                   | Campbell Stewart (NZL)  | 75.                  |

| Cofidis COF | Cofidis COF            | Cofidis COF |
| ----------- | ---------------------- | ----------- |
| Nr.         | Rytter                 | Placering   |
| 81          | Max Walscheid (GER)    | 86.         |
| 82          | Davide Cimolai (ITA)   | 57.         |
| 83          | Simone Consonni (ITA)  | 19.         |
| 84          | Jonathan Lastra (ESP)  | 43.         |
| 85          | Christophe Noppe (BEL) | DNF         |
| 86          | Alexis Renard (FRA)    | 88.         |
| 87          | Harrison Wood (GBR)    | 76.         |

| Israel-Premier Tech IPT | Israel-Premier Tech IPT         | Israel-Premier Tech IPT |
| ----------------------- | ------------------------------- | ----------------------- |
| Nr.                     | Rytter                          | Placering               |
| 91                      | Ben Hermans (BEL)               | 9.                      |
| 92                      | Itamar Einhorn (ISR) (landevej) | DNF                     |
| 93                      | Omer Goldstein (ISR)            | DNF                     |
| 94                      | Taj Jones (AUS)                 | 64.                     |
| 95                      | Jens Reynders (BEL)             | 79.                     |
| 96                      | Corbin Strong (NZL)             | 68.                     |
| 97                      | Stephen Williams (GBR)          | 8.                      |

| TotalEnergies TEN | TotalEnergies TEN          | TotalEnergies TEN |
| ----------------- | -------------------------- | ----------------- |
| Nr.               | Rytter                     | Placering         |
| 101               | Edvald Boasson Hagen (NOR) | 30.               |
| 102               | Maciej Bodnar (POL)        | DNF               |
| 103               | Mathieu Burgaudeau (FRA)   | 51.               |
| 104               | Émilien Jeannière (FRA)    | 89.               |
| 105               | Lorrenzo Manzin (FRA)      | 66.               |
| 106               | Dries Van Gestel (BEL)     | 16.               |

| EF Education-EasyPost EFE | EF Education-EasyPost EFE      | EF Education-EasyPost EFE |
| ------------------------- | ------------------------------ | ------------------------- |
| Nr.                       | Rytter                         | Placering                 |
| 111                       | Marijn van den Berg (NED)      | 82.                       |
| 112                       | Merhawi Kudus (ERI) (landevej) | 28.                       |
| 113                       | Jens Keukeleire (BEL)          | DNF                       |
| 114                       | Mark Padun (UKR)               | DNS                       |
| 115                       | Jonas Rutsch (GER)             | 39.                       |
| 116                       | Thomas Scully (NZL)            | 98.                       |
| 117                       | Georg Steinhauser (GER)        | 6.                        |

| Arkéa-Samsic ARK | Arkéa-Samsic ARK      | Arkéa-Samsic ARK |
| ---------------- | --------------------- | ---------------- |
| Nr.              | Rytter                | Placering        |
| 121              | Nacer Bouhanni (FRA)  | DNF              |
| 122              | Jenthe Biermans (BEL) | 13.              |
| 123              | Hugo Hofstetter (FRA) | DNF              |
| 124              | Matis Louvel (FRA)    | 34.              |
| 125              | Laurent Pichon (FRA)  | 44.              |
| 126              | Alan Riou (FRA)       | DNF              |
| 127              | Clément Russo (FRA)   | 23.              |

| Intermarché-Circus-Wanty ICW | Intermarché-Circus-Wanty ICW | Intermarché-Circus-Wanty ICW |
| ---------------------------- | ---------------------------- | ---------------------------- |
| Nr.                          | Rytter                       | Placering                    |
| 131                          | Sven Erik Bystrøm (NOR)      | 15.                          |
| 132                          | Julius Johansen (DEN)        | 85.                          |
| 133                          | Arne Marit (BEL)             | DNF                          |
| 134                          | Adrien Petit (FRA)           | 90.                          |
| 135                          | Laurenz Rex (BEL)            | 81.                          |
| 136                          | Lorenzo Rota (ITA)           | 5.                           |
| 137                          | Georg Zimmermann (GER)       | 7.                           |

| Bingoal WB BWB | Bingoal WB BWB                 | Bingoal WB BWB |
| -------------- | ------------------------------ | -------------- |
| Nr.            | Rytter                         | Placering      |
| 141            | Floris De Tier (BEL)           | 52.            |
| 142            | Ceriel Desal (BEL)             | 80.            |
| 143            | Alexis Guérin (FRA)            | 35.            |
| 144            | Julian Mertens (BEL)           | DNF            |
| 145            | Rémy Mertz (BEL)               | 24.            |
| 146            | Ludovic Robeet (BEL)           | 92.            |
| 147            | Guillaume Van Keirsbulck (BEL) | DNF            |

| Q36.5 Pro Cycling Team Q36 | Q36.5 Pro Cycling Team Q36 | Q36.5 Pro Cycling Team Q36 |
| -------------------------- | -------------------------- | -------------------------- |
| Nr.                        | Rytter                     | Placering                  |
| 151                        | Alessandro Fedeli (ITA)    | 3.                         |
| 152                        | Matteo Badilatti (SUI)     | 42.                        |
| 153                        | Walter Calzoni (ITA)       | 37.                        |
| 154                        | Mark Donovan (GBR)         | 33.                        |
| 155                        | Cyrus Monk (AUS)           | 91.                        |
| 156                        | Matteo Moschetti (ITA)     | DNF                        |
| 157                        | Joey Rosskopf (USA)        | 31.                        |

| Green Project-Bardiani CSF-Faizanè BCF | Green Project-Bardiani CSF-Faizanè BCF | Green Project-Bardiani CSF-Faizanè BCF |
| -------------------------------------- | -------------------------------------- | -------------------------------------- |
| Nr.                                    | Rytter                                 | Placering                              |
| 161                                    | Filippo Fiorelli (ITA)                 | 17.                                    |
| 162                                    | Luca Colnaghi (ITA)                    | 22.                                    |
| 163                                    | Davide Gabburo (ITA)                   | 29.                                    |
| 164                                    | Filippo Magli (ITA)                    | 47.                                    |
| 165                                    | Martin Marcellusi (ITA)                | 10.                                    |
| 166                                    | Henok Mulubrhan (ERI)                  | 36.                                    |
| 167                                    | Samuele Zoccarato (ITA)                | 49.                                    |

| Team Flanders-Baloise TFB | Team Flanders-Baloise TFB | Team Flanders-Baloise TFB |
| ------------------------- | ------------------------- | ------------------------- |
| Nr.                       | Rytter                    | Placering                 |
| 171                       | Vincent Van Hemelen (BEL) | 83.                       |
| 172                       | Ruben Apers (BEL)         | 63.                       |
| 173                       | Vito Braet (BEL)          | 70.                       |
| 174                       | Toon Clynhens (BEL)       | 65.                       |
| 175                       | Milan Fretin (BEL)        | DNF                       |
| 176                       | Jules Hesters (BEL)       | DNF                       |
| 177                       | Elias Maris (BEL)         | 61.                       |

| Burgos-BH BBH | Burgos-BH BBH        | Burgos-BH BBH |
| ------------- | -------------------- | ------------- |
| Nr.           | Rytter               | Placering     |
| 181           | Cyril Barthe (FRA)   | 78.           |
| 182           | Clément Alleno (FRA) | 25.           |
| 183           | Jetse Bol (NED)      | 32.           |
| 184           | Jesús Ezquerra (ESP) | 71.           |
| 185           | Eric Fagúndez (URU)  | 41.           |
| 186           | Ángel Fuentes (ESP)  | 77.           |
| 187           | Felipe Orts (ESP)    | DNF           |